# Afrikaaps

Karte der Gemeinden in der Provinz Westkap, 2016

Mehrheitssprachen in Kapstadt

Afrikaaps, auch Kaaps, Kap-Afrikaans oder Kaapse Afrikaans, ist eine westgermanische Sprache, die in der südafrikanischen Provinz Westkap entstanden ist.
Ob es sich um eine eng mit dem Afrikaans verwandte Sprache oder einen Dialekt des Afrikaans handelt, ist unklar.
Er wird im (West-)Kap von den nichtweißen Sprechern des Afrikaans gesprochen.
Seit den frühen 2020ern fand ein deutlicher Anstieg der Zahl literarischer Werke, die in Afrikaaps publiziert wurden, statt. Die meisten Werke im Afrikaaps sind von Autoren aus den Cape Flats, einer Gegend von Kapstadt, wo es meistens gesprochen wird.
Die Sprache ist entstanden, als der Gebrauch des Niederländischen durch die Sklaven- und Indigenengemeinschaft, die zusammen mit den Niederländern zu Kolonialzeiten auf der Kap-Halbinsel lebten, aufkam. Sie entwickelte sich weiter, als intensiver Sprachkontakt zwischen den versklavten Gruppen Khoi und San und den Malaien, Südostasiaten, Niederländern, Portugiesen sowie Englischsprechern stattfand.
Der Begriff Kaapse Afrikaans bezeichnet manchmal fälschlich den ganzen Dialekt des Afrikaans Wes-Kaaps; das Wort wird im Allgemeinen für einen bestimmten Soziolekt verwendet, der auf der Kaphalbinsel in Südafrika gesprochen wird. Kaapse Afrikaans wurde früher durch alle Bevölkerungsgruppen gesprochen, jedoch war dies später zunehmend auf Kapmalaien aus Kapstadt und Umgebung beschränkt. Afrikaaps wurde immer von der großen Mehrheit der einheimischen Afrikaanssprecher in Südafrika verstanden.
Der Dialekt ist stärker durch das Malaiische beeinflusst als das Standardafrikaans und wird vor allem an der Küste und in Kapstadt verwendet. Der Dialekt ist, wenn er deutlich gesprochen wird, für Niederländischsprecher gut verständlich. Ein wichtiger Grund ist, dass das Afrikaaps lange dem Niederländischen ausgesetzt war. Niederländisch und Afrikaaps hatten zwischen 1652 und 1930 eine alltägliche Diglossie gehabt, da Niederländisch damals die Standardsprache der Afrikaanssprecher am Westkap war. Möglicherweise entstand es vor dem Kaaps-Hollands (Kap-Holländisch).
Die Diglossie zwischen Afrikaaps und dem Niederländischen war etwas länger als mit anderen Dialekten des Afrikaans, weil diese Dialekte erst viel später aufkamen (frühes 19. oder auch frühes 20. Jahrhundert). Die braunhäutigen Menschen sind die größte Gruppe, die das Afrikaaps verwendet. In einigen Gemeinden ist das Afrikaaps stark durch das Englische beeinflusst.
Afrikaaps ist in manchen Charakteristika näher am Niederländischen als am Afrikaans.
- Das Personalpronomen ik ist wie im Niederländischen statt Afrikaans ek.
- Das Diminutivsuffix -tje, wie im Niederländischen, nicht wie im Afrikaanse [ki].
- Die Verwendung seg (vergleiche zegt) im Gegensatz zum Afrikaans sê.

- Die Aussprache von j, normalerweise [j], wie im Niederländischen, ist meist ein [dz]. Dies ist das wichtigste Merkmal von Kap-Afrikaans.
- Das Einfügen von [j] nach [s], [t] und [k], wenn es auf [e] folgt, z. B. kjen anstelle des Afrikaans ken.

Afrikaaps zeichnet sich auch eher durch einen Sprachwechsel zwischen südafrikanischem Englisch und Afrikaans aus, insbesondere in der Innenstadt und in den unterprivilegierten sozioökonomischen Gebieten von Kapstadt.
Ein Beispiel von typischem Afrikaaps:
Niederländisch: En ik zeg (tegen) jullie: wat zoeken jullie hier bij mij? Ik zoek jullie niet! Nee, ga nu weg!
Afrikaaps: En ik seg ve' djille, wat soek djille hie' by my? Ik soek'ie ve' djille nie! Nei, gaat nou weg!
Gewöhnliches Afrikaans: En ek sê vir julle, wat soek julle hier by my? Ek soek julle nie! Nee, gaan nou weg!
Zunehmend wird in manchen Zusammenhängen, in denen nur Englisch verwendet wurde, auch Afrikaaps benutzt, weil Menschen die sprachliche Identität des Afrikaaps wiedergewinnen. Kinder sprechen weitgehend Englisch. Es gibt eine Zunahme des Kap-Afrikaans als Identitätsmerkmal, sodass sie aufgeschlossener gegenüber der mit dem Afrikaaps verbundene Kultur sind als ihre Eltern, obwohl viele von ihnen kein Afrikaaps sprechen.
Serien wie Suidooster und Filme wie Barakat zeigen eine nuancierte Verwendung des Afrikaaps. Der Debütroman Mermaid Fillet der Anglistin Mia Arderne verwendet im Allgemeinen für die direkte Rede Afrikaaps. Der auch in Deutschland gelaufene südafrikanische Kinofilm Afrikaaps von 2010 wurde teilweise auf Afrikaaps gedreht. Der erste Kinofilm auf Afrikaaps war 2021 Barakat. 2021 entstand ein Projekt, um ein erstes Wörterbuch für Afrikaaps (Drietalige Woordeboek van Kaaps (DWK) / Trilingual Dictionary of Kaaps (TDK)) zu entwickeln. Kaaps-sprechende Mütter von Neugeborenen im Tygerberg Hospital bekommen ein Vorlesebuch, Hoo vi Mammie. Afrikaaps wurde zunächst in arabischer Schrift geschrieben sowie in den 1820er Jahren in den Madrasas gelehrt, bevor die Society of True Afrikaners dies 1875 beendete. Gruppen wie POC, Brasse vannie Kaap und Black Noise arbeiteten priorisierend für standardferne Dialekte des Afrikaans während der 1980er und 1990er. Blaq Pearl, Bliksemstraal, Jethro Louw, Moenier Adams, Emile YX?, Shane Cooper, Quintin Jitsvinger und Kyle Shepherd arbeiten für das Afrikaaps.